# Dairon Blanco (beisbolista)
Dairon Blanco (Florida, Cuba, 26 de abril de 1993), es un jugador profesional cubano de béisbol que se desempeña en la posición de jardinero izquierdo en Kansas City Royals, equipo de las Grandes Ligas de Béisbol (MLB).

## Carrera
En 2022, Blanco hizo su debut en la MLB con el equipo Kansas City Royals, donde lleva jugando tres temporadas.